# Коннери, Шон
Сэр То́мас Шон Ко́ннери (англ. Thomas Sean Connery; 25 августа 1930[…], Фаунтинбридж — 31 октября 2020[…], Лайфорд-Кей) — британский актёр и кинопродюсер. Наиболее известен, как первый актёр, сыгравший в кино британского секретного агента Джеймса Бонда, снялся в семи фильмах о Бонде (первые пять фильмов, от «Доктора Ноу» до «Живёшь только дважды», плюс «Бриллианты навсегда» и «Никогда не говори „никогда“») в период с 1962 по 1983 год. За всю карьеру сыграл более чем в 70 фильмах.
Коннери начинал сниматься в недорогих кино- и телефильмах вплоть до роли Бонда, которая стала для него настоящим прорывом. Несмотря на то, что ему не нравилось закадровое внимание, которое он получил благодаря этой роли, успех принёс Коннери предложения на серьёзные драматические роли от известных режиссёров, таких, как Альфред Хичкок, Сидни Люмет и Джон Хьюстон. Одними из самых значимых фильмов актёра были: «Марни» (1964), «Холм» (1965), «Убийство в „Восточном экспрессе“» (1974), «Человек, который хотел быть королём» (1975), «Мост слишком далеко» (1977), «Горец» (1986), «Имя розы» (1986), «Неприкасаемые» (1987), «Индиана Джонс и последний крестовый поход» (1989), «Охота за „Красным Октябрём“» (1990), «Сердце дракона» (1996), «Скала» (1996), «Найти Форрестера» (2000). Коннери завершил актёрскую карьеру в 2006 году, хотя в 2012 году он ненадолго вернулся, чтобы озвучить роль в мультфильме.
Его достижения в кино были отмечены премией «Оскар» за «Лучшую мужскую роль второго плана» в гангстерской драме «Неприкасаемые», двумя премиями BAFTA, тремя премиями «Золотой глобус» и Премией Сесиля Б. Де Милля. В 1987 году он стал кавалером Ордена Искусств и литературы во Франции, а в 1999 году получил Премию Центра Кеннеди. Коннери был посвящён в рыцари в 2000 году «За заслуги в области кинодраматургии».
Умер на 91-м году жизни 31 октября 2020 года.

## Биография

### Ранние годы
Томас Шон Коннери, названный Томасом в честь своего деда, родился 25 августа 1930 года в Фаунтинбридже (Эдинбург, Шотландия).
Его мать Евфимия (Эффи) Макбейн Маклин работала в прачечной. Её родителями были Нил Маклин и Хелен Форбс Росс, Эффи назвали в честь матери её отца Нила, Евфимии Макбейн, жены Джона Маклина и дочери Уильяма Макбейна из Серса в Файфе.
Отец, Джозеф Коннери, был рабочим фабрики и водителем грузовика.
Первой профессией, которую избрал Коннери, была профессия молочника. Затем он вступил в ряды Королевского военно-морского флота Великобритании, где сделал себе две татуировки на правой руке: «Scotland forever» (с англ. — «Шотландия навеки») и «Mum and Dad» (с англ. — «Мама и папа»).

### Карьера
В поисках заработка в конце 1951 года Коннери устроился на работу в Эдинбургский королевский театр. В том же году будущий актёр увлёкся бодибилдингом. А в 1953 году даже принял участие в конкурсе культуристов «Мистер Вселенная» и занял в своём дивизионе третье место.
Одним из первых фильмов, в котором Коннери сыграл главную роль, стал фильм «Другое время, другое место». В тот период у американской актрисы Ланы Тёрнер были отношения со вспыльчивым гангстером Джонни Стомпанато. Последний, приехав в Лос-Анджелес, каким-то образом узнал, что у Тёрнер и Коннери роман. Стомпанато ворвался на съёмки и направил на актёра пистолет. Воспользовавшись замешательством гангстера, Коннери быстро разоружил его и буквально выкинул со съёмочной площадки.
В 1991 году Шон Коннери был награждён Орденом Почётного легиона.
В возрасте пятидесяти девяти лет Шон Коннери стал самым пожилым актёром, которого журнал People когда-либо удостаивал титула секс-символа. Впрочем, актёр воспринял эту новость без особого энтузиазма: «Всё это преходяще, скоро меня скинут отсюда более молодые и красивые парни». Но ровно через десять лет — в 1999 году — тот же журнал, подводя итоги прошедшего столетия, назвал Шона Коннери самым сексуальным мужчиной XX века. В 2004 году британский журнал Empire также проводил опрос, согласно которому Шон Коннери также попал в сотню самых сексуальных кинозвёзд в истории кино.
В ходе опроса, проведённого в 2020 году британским изданием RadioTimes, Агент 007 в исполнении Шона Коннери был признан лучшим Бондом из когда-либо сыгранных.

### Джеймс Бонд (1962—1967, 1971, 1983)
Настоящая популярность пришла к Шону Коннери после того, как он снялся в первых пяти фильмах о секретном агенте Джеймсе Бонде — «Доктор Ноу» (1962), «Из России с любовью» (1963), «Голдфингер» (1964), «Шаровая молния» (1965) и «Живёшь только дважды» (1967). Затем последовал перерыв, в роли Бонда снялся австралиец Джордж Лэзенби. Фильм получился провальным, в основном критиковали самого Лэзенби, поклонники «бондианы» требовали вернуть Коннери. В 1971 году в фильме «Бриллианты навсегда» Коннери вернулся. После этого было принято решение не возвращать актёра в «бондиану», так как на тот момент ему уже был сорок один год. На роль Бонда взяли другого актёра, Роджера Мура (старше Коннери на три года), который сыграл в семи фильмах о Бонде. В 1983 году, в возрасте 53 лет, Шон Коннери последний раз сыграл Джеймса Бонда в «неофициальном» фильме серии «Никогда не говори „никогда“».
Широкое освещение в англоязычной прессе получило фиктивное письмо Шона Коннери, якобы адресованное Стиву Джобсу. В письме «Коннери», нецензурно выражаясь, объясняет Джобсу, что не заинтересован в том, чтобы рекламировать продукцию фирмы Apple.

### Помимо Бонда
В 1969 году Коннери исполнил ключевую роль путешественника Руаля Амундсена в совместном советско-итальянском фильме «Красная палатка». Владимир Высоцкий посвятил Коннери «Песню про Джеймса Бонда, агента 007», которую написал после приезда актёра на съёмки ленты.
В перерывах между съёмками в «бондиане» Коннери сыграл в психологическом триллере Альфреда Хичкока «Марни» и экранизации одного из самых популярных детективов Агаты Кристи «Убийство в „Восточном экспрессе“».
В 1981 году актёр сыграл в картине Терри Гиллиама «Бандиты во времени». Коннери попал в актёрский состав фильма совершенно случайно — после шутки, вставленной[кем?] в описание его персонажа: «Должен играть Шон Коннери — или кто-то равный ему с такой же статной фигурой».
В 1988 году Шон Коннери стал лауреатом премии «Оскар» за роль пожилого полицейского Джима Мэлоуна в детективной драме Брайана Де Пальмы «Неприкасаемые». Год спустя он появился в приключенческом фильме «Индиана Джонс и последний крестовый поход», где сыграл профессора Генри Джонса (отца главного героя в исполнении Харрисона Форда).
Продолжал активно сниматься в 1990-е годы, в частности исполнил роли Ричарда Львиное Сердце в фильме Кевина Рейнольдса «Робин Гуд: Принц воров» (1991) и короля Артура в фильме Джерри Цукера «Первый рыцарь» (1995). Кассовым успехом стал фильм Майкла Бэя «Скала» (1996), где Коннери сыграл бывшего сотрудника SAS и MI6 Джона Мэйсона.
В 1996 году Коннери получил почётный «Золотой глобус» за вклад в киноискусство, а спустя два года — аналогичную премию BAFTA.
Последним появлением Коннери в кино стал супергеройский фильм режиссёра Стивена Норрингтона «Лига выдающихся джентльменов», где 72-летний актёр исполнил роль Аллана Квотермейна. Фильм собрал неплохую кассу, но получил негативные отзывы критиков. Сложные и неудачные съёмки в этом фильме подтолкнули Коннери к уходу из кино.

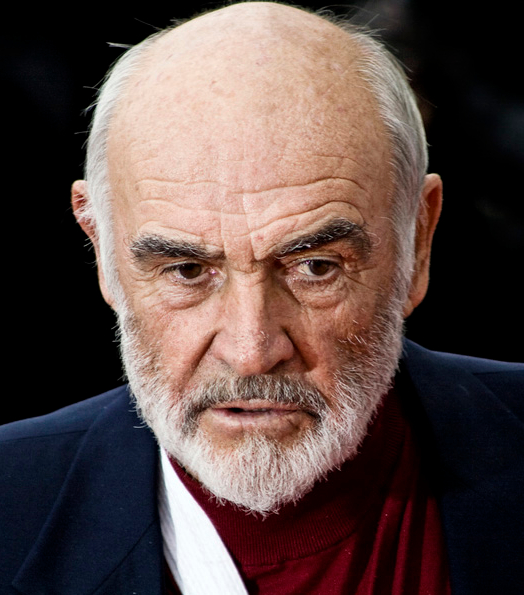
Коннери в июне 2008 года на международном кинофестивале в Эдинбурге

8 июня 2006 года во время получения награды за достижения в карьере (англ. Lifetime Achievement Award) от Американского института киноискусства Коннери подтвердил завершение своей кинокарьеры. На рубеже 2010-х годов Коннери принял участие в двух проектах в качестве актёра озвучивания.

#### Отказы
В конце XX века, незадолго до завершения карьеры в кино, Шон Коннери отказался от роли Гэндальфа в кинотрилогии Питера Джексона «Властелин колец». При этом актёру, на участии которого настаивал сам Джексон, были предложены 10 млн долларов за каждый фильм и 15 % от сборов всей трилогии, что принесло бы Коннери самый крупный гонорар в истории кино — более 400 млн долларов. Коннери сослался на то, что не понимает творчество Толкиена и не видит себя в роли Гэндальфа. В итоге роль Гэндальфа за более скромный гонорар исполнил Иэн Маккеллен, за что был номинирован на «Оскар» за лучшую мужскую роль второго плана (за фильм «Братство Кольца»). Также Коннери была предложена роль Морфеуса в научно-фантастической трилогии «Матрица», но актёр отклонил это предложение.
Позже отказом от Коннери было встречено и предложение режиссёра Сэма Мендеса сыграть лесничего Кинкейда в очередной части «бондианы» — «007: Координаты „Скайфолл“» и также в «Неудержимых-3».

## Личная жизнь

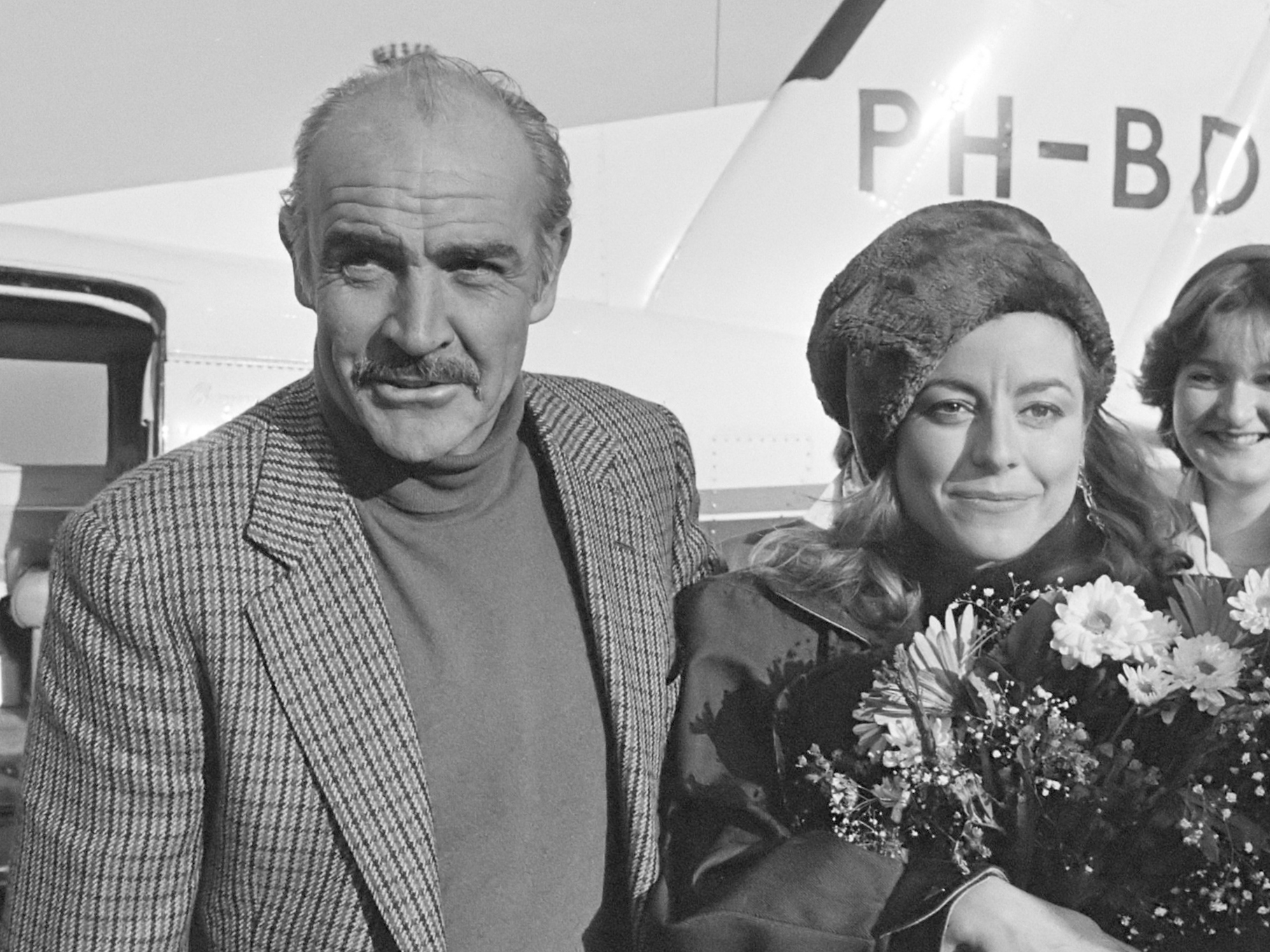
Шон Коннери и Саския Коэн-Тануги, 1983 год

Шон Коннери был женат на австралийской актрисе Дайан Силенто — они состояли в браке с 6 декабря 1962 года по 6 сентября 1973 года.
От этого брака в январе 1963 года у актёра родился сын, впоследствии также успешный киноактёр — Джейсон Коннери.
В июне 1997 года у Шона Коннери появился внук — Дэшилл Куинн Коннери, сын Джейсона и его бывшей супруги, американской актрисы Мии Сары.
Второй женой Шона Коннери стала Мишелин Рокбрюн (англ. Micheline Roquebrune) — французская художница родом из Марокко, которая была старше мужа на один год. Свадьба состоялась 6 мая 1975 года. Общих детей у пары не было.
Будучи любителем гольфа, актёр владел огромным полем для этой игры «Домэйн де Терр Бланш» на юге Франции; в 1999 году Коннери продал его немецкому миллиардеру Дитмару Хоппу.
Шон Коннери также интересовался футболом, был болельщиком клуба «Рейнджерс», до этого болел за «Селтик».
В сентябре 1966 года Коннери получил 1 дан по кёкусинкай.
Рыцарский титул актёр получил в июле 2000 года.
Организация ветеранов войны Великобритании в 2003 году приняла в свои ряды Шона Коннери в качестве почётного члена за номером 1127.

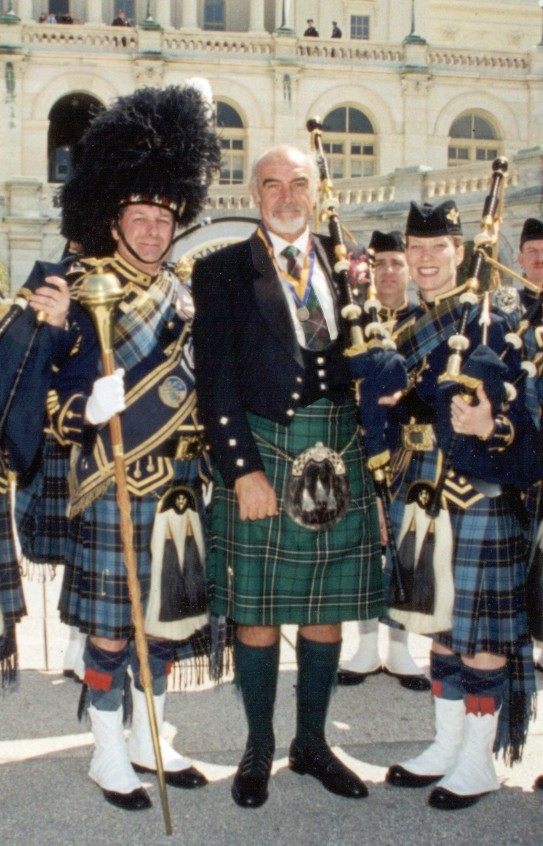
Сэр Шон Коннери в килте в 1988 году

25 августа 2008 года в свет вышла книга Шона Коннери «Being A Scot» (с англ. — «Быть шотландцем»), в которой он писал о Шотландии, её культуре, истории, а также о своей семье и о себе.
В октябре 2009 года в интервью американскому журналу Wine Spectator актёр рассказал, что у него имеются проблемы с сердцем.
В апреле 2011 года представитель Шона Коннери сообщил, что актёр устал от появлений на публике.

### Политическая деятельность
Будучи сторонником независимости Шотландии от Великобритании, Шон Коннери являлся активным членом Шотландской национальной партии. В марте 2014 года Коннери заявил, что вернётся в родную страну, только если она обретёт независимость.

### Смерть
Последние годы Шон Коннери страдал от деменции. Умер во сне 31 октября 2020 года на 91-м году жизни в своём доме в Нассау, Багамские Острова. Причинами смерти стали пневмония и сердечная недостаточность. Был кремирован и его прах был развеян в Шотландии в неизвестном месте в 2022 году.

## Фильмография

### Художественные кинофильмы

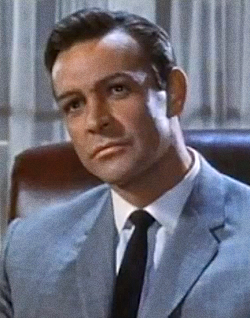
1964 год

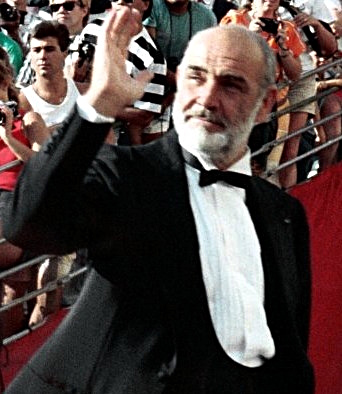
1988 год

| Год  | Название                                  | Роль                               | Примечания, номинации и награды |
| ---- | ----------------------------------------- | ---------------------------------- | --- |
| 1954 | Саймон                                    | полицейский                        | короткометражный |
| 1954 | Сирень весной                             | участник массовки                  | в титрах не указан |
| 1957 | Обратной дороги нет                       | Спайк                              | |
| 1957 | Адские водители                           | Джонни Кейтс                       | |
| 1957 | Рискованная акция                         | Майк                               | |
| 1957 | Замок с часовым механизмом                | Уэлдер № 2                         | |
| 1958 | Другое время, другое место                | Марк Тревор                        | |
| 1959 | Дарби О'Гилл и маленький народ            | Майкл МакБрайд                     | |
| 1959 | Великое приключение Тарзана               | О’Банньон                          | |
| 1961 | Мошенники                                 | Педлар Паско                       | |
| 1961 | Напуганный народ                          | Падди Дамьон                       | |
| 1962 | Самый длинный день                        | рядовой Флэнаган                   | |
| 1962 | Доктор Ноу                                | Джеймс Бонд                        | |
| 1963 | Из России с любовью                       | Джеймс Бонд                        | |
| 1964 | Марни                                     | Марк Ратлэнд                       | |
| 1964 | Соломенная женщина                        | Энтони Ричмонд                     | |
| 1964 | Голдфингер                                | Джеймс Бонд                        | |
| 1965 | Холм                                      | танкист Джо Робертс                | |
| 1965 | Шаровая молния                            | Джеймс Бонд                        | |
| 1966 | Новый мир                                 | камео                              | |
| 1966 | Прекрасное безумие                        | Самсон Шиллито                     | |
| 1967 | Живёшь только дважды                      | Джеймс Бонд                        | |
| 1968 | Шалако                                    | Мозес Зебулон «Шалако» Карлин      | |
| 1969 | Красная палатка                           | Руаль Амундсен                     | |
| 1970 | Молли Макгвайерс                          | Джек Кехо                          | |
| 1971 | Плёнки Андерсона                          | Джон Андерсон                      | |
| 1971 | Бриллианты навсегда                       | Джеймс Бонд                        | |
| 1973 | Оскорбление                               | детектив Джонсон                   | |
| 1974 | Зардоз                                    | Зед                                | |
| 1974 | Убийство в «Восточном экспрессе»          | полковник Арбэтнот                 | |
| 1974 | Выкуп                                     | Нильс Тальвик                      | |
| 1975 | Ветер и лев                               | Ахмед аль Раисули                  | |
| 1975 | Человек, который хотел быть королём       | Дэниел Древот                      | |
| 1976 | Робин и Мэриан                            | Робин Гуд                          | |
| 1976 | Следующий человек                         | Халил Абдул Мухсен                 | |
| 1977 | Мост слишком далеко                       | генерал-майор Рой Уркварт          | |
| 1979 | Большое ограбление поезда                 | Эдвард Пирс / Джон Симмс / Джеффри | |
| 1979 | Метеор                                    | доктор Пол Брэдли                  | |
| 1979 | Куба                                      | майор Роберт Дэйпс                 | |
| 1981 | Чужбина                                   | маршал Уильям Т. О’Нил             | Номинация — Премия «Сатурн» лучшему киноактёру |
| 1981 | Бандиты во времени                        | Король Агамемнон / пожарный        | |
| 1982 | Пять дней лета                            | Дуглас Мередит                     | |
| 1982 | Неправый прав                             | Патрик Хэйл                        | |
| 1983 | Никогда не говори «никогда»               | Джеймс Бонд                        | |
| 1984 | Легенда о сэре Гавейне и Зелёном рыцаре   | Зелёный Рыцарь                     | |
| 1986 | Горец                                     | Хуан Санчес Вилья-Лобос Рамирес    | |
| 1986 | Имя розы                                  | Уильям Баскервильский              | Премия BAFTA за лучшую мужскую роль |
| 1987 | Неприкасаемые                             | Джим Мэлоун                        | Премия «Оскар» за лучшую мужскую роль второго плана Премия «Золотой глобус» за лучшую мужскую роль второго плана — Кинофильм Премия национального совета кинокритиков США за лучшую мужскую роль второго плана Премия кинокритиков Канзаса за лучшую мужскую роль второго плана Номинация — Премия BAFTA за лучшую мужскую роль второго плана |
| 1988 | Президио                                  | подполковник Алан Калдвелл         | |
| 1988 | Мои воспоминания                          | подполковник Алан Колдуэлл         | в титрах не указан |
| 1989 | Индиана Джонс и последний крестовый поход | профессор Генри Джонс              | Номинация — Премия «Золотой глобус» за лучшую мужскую роль второго плана — Кинофильм Номинация — Премия BAFTA за лучшую мужскую роль второго плана |
| 1989 | Семейный бизнес                           | Джесси МакМаллен                   | |
| 1990 | Охота за «Красным Октябрём»               | капитан Марко Рэмиус               | Номинация — Премия BAFTA за лучшую мужскую роль |
| 1990 | Русский дом                               | Бартоломью «Барли» Скотт Блэр      | |
| 1991 | Горец 2: Оживление                        | Хуан Санчес Вилья-Лобос Рамирес    | |
| 1991 | Робин Гуд: Принц воров                    | Ричард I Львиное Сердце            | |
| 1992 | Знахарь                                   | доктор Роберт Кэмпбелл             | |
| 1993 | Восходящее солнце                         | капитан Джон Коннор                | также исполнительный продюсер |
| 1994 | Хороший человек в Африке                  | доктор Алекс Мюррей                | |
| 1995 | Правое дело                               | Пол Армстронг                      | также исполнительный продюсер |
| 1995 | Первый рыцарь                             | Король Артур                       | |
| 1996 | Сердце дракона                            | Драко                              | голос |
| 1996 | Скала                                     | капитан Джон Патрик Мэйсон         | также исполнительный продюсер |
| 1998 | Мстители                                  | сэр Август де Винтер               | |
| 1998 | Превратности любви                        | Пол                                | |
| 1999 | Западня                                   | Роберт МакДугал                    | |
| 2000 | Найти Форрестера                          | Уильям Форрестер                   | |
| 2003 | Лига выдающихся джентльменов              | Аллан Квотермейн                   | также исполнительный продюсер |
| 2009 | Моё бесполезное искусство                 | дед Мейсон, пациент, Нэйл          | озвучка, также исполнительный продюсер, супервайзер визуальных эффектов |
| 2012 | Сэр Билли                                 | сэр Билли                          | озвучка, также исполнительный продюсер |

### Сериалы и телевизионные фильмы
| Год  | Название                            | Роль                                              | Примечания |
| ---- | ----------------------------------- | ------------------------------------------------- | --- |
| 1956 | The Condemned                       |                                                   | телефильм |
| 1956 | Леди из поместья                    | Джо Брэстед                                       | 1 серия 2 сезона британского ТВ-сериала «Диксон из Док Грин» (1955—1976 гг.) |
| 1956 | Ужас (Террор)                       | эпизодическая роль                                | 50 серия 1 сезона британского ТВ-сериала «ITV: Пьеса недели» (англ. ITV Play of the Week; 1955—1974 гг.) |
| 1956 | Полумесяц и Звезда                  | Ахмед                                             | 13 серия 2 сезона британского ТВ-сериала «Матросы удачи» (англ. Sailor of Fortune; 1955—1958 гг.) |
| 1957 | Джек нанимает оперного певца в Риме | швейцар                                           | 9 серия 7 сезона американского ТВ-сериала «Программа Джека Бенни» (1950—1965 гг.) |
| 1957 | Кровавые деньги                     | Харлэн «Гора» МакКлинток                          | британский ТВ-фильм — ремейк 2 серии 1 сезона американского ТВ-сериала «Театр 90» (1956—1960 гг.) |
| 1957 | Реквием для тяжеловеса              | Харлэн «Гора» МакКлинток                          | 13 серия 8 сезона британского ТВ-сериала «BBC: Театр воскресным вечером» (1950—1959 гг.) |
| 1957 | Анна Кристи                         | Мэт Бёрк                                          | 52 серия 2 сезона британского ТВ-сериала «ITV: Телетеатр» (англ. ITV Television Playhouse; 1955—1964 гг.); по одноимённой пьесе Юджина О’Нила |
| 1958 | Влюблённые женщины                  | еврейский пианист / нацистский военный преступник | британский ТВ-фильм |
| 1958 | Мальчик с топором для мяса          | без названия                                      | 11 серия 3 сезона британского ТВ-сериала «Театр в кресле» (1956—1974 гг.) |
| 1959 | Я поймал короля лепреконов          | Майкл МакБрайд                                    | 26 серия 5 сезона американского ТВ-сериала «Диснейленд» (англ. Disneyland; 1954—1992 гг.) |
| 1959 | Квадратное кольцо                   | Рик Мартелл                                       | 40 серия 4 сезона британского ТВ-сериала «ITV: Пьеса недели» (1955—1974 гг.) |
| 1959 | Суровое испытание                   | Джон Проктор                                      | 10 серия 5 сезона британского ТВ-сериала «ITV: Пьеса недели» (1955—1974 гг.) |
| 1960 | Театр XX века: Коломба              | Жюльен                                            | 3 серия 1 сезона британского ТВ-сериала «BBC: Пьеса воскресного вечера» (англ. BBC Sunday-Night Play; 1960—1963 гг.); за основу сценария взята бродвейская интерпретация «Мадемуазель Коломба» (англ. Mademoiselle Colombe) известной пьесы французского драматурга Жана Ануя |
| 1960 | Бегущие к морю                      | Бартли                                            | британский ТВ-фильм |
| 1960 | Ричард II; часть 2                  | Генри (Гарри) Перси                               | 2 серия британского ТВ-сериала «Эпоха королей» (1960 г.); по пьесам Уильяма Шекспира |
| 1960 | Генрих IV; части 1 — 4              | Генри (Гарри) Перси                               | 3 — 6 серии британского ТВ-сериала «Эпоха королей» (1960 г.); по пьесам Уильяма Шекспира |
| 1960 | Без Грааля                          | Иннс Корри                                        | британский ТВ-фильм |
| 1961 | Приключенческая история             | Александр Македонский                             | британский ТВ-сериал (1961 г.) по одноимённой пьесе английского драматурга Теренса Реттигена |
| 1961 | Макбет                              | Макбет                                            | канадский ТВ-фильм по одноимённой пьесе Уильяма Шекспира |
| 1961 | Анна Каренина                       | Алексей Вронский                                  | британский ТВ-фильм по одноимённому роману Льва Толстого |
| 1965 | Котелок и кепка                     |                                                   | [ 84 ] |
| 1969 | Мужской род                         | МакНил                                            | американский ТВ-фильм |
| 1969 | МакНил                              | МакНил                                            | 4 серия 1 сезона британского ТВ-сериала «ITV: Театр субботнего вечера» (англ. ITV Saturday Night Theatre; 1969—1974 гг.) |

### Документальные фильмы
- 2012 — Всё или ничего: Неизвестная история агента 007
- 2015 — Де Пальма
- 2017 — Стать Бондом
- 2019 — Дочь Шанхая

### Видеоигры
- James Bond 007: From Russia with Love (2005) — Джеймс Бонд

## Награды и номинации

### Основные награды и номинации
Награда Американского киноинститута «American Film Institute, AFI», USA
- 2006 — Награда Американского института кино «American Film Institute, AFI» за вклад в кинематограф. Вручена 8 июня 2006 года.

#### Премия Американской киноакадемии «Оскар»
- 1988 — За роль второго плана в гангстерской драме «Неприкасаемые».

#### «Золотой глобус»
- 1972 — Премия «Золотой глобус» (Golden Globe World Film Favorite) мировому кинофавориту — мужчина.
- 1988 — Премия «Золотой глобус» (Golden Globe) за роль второго плана в гангстерской драме «Неприкасаемые».
- 1990 — Номинация на премию «Золотой глобус» (Golden Globe) за роль второго плана в фильме «Индиана Джонс и последний крестовый поход».
- 1996 — Награда Сесиля Б. Де Милля «Золотой глобус» (Golden Globe) за вклад в киноискусство.

Премия Британской академии кино и телевидения BAFTA Awards, UK
- 1988 — Премия BAFTA за главную мужскую роль в фильме «Имя Розы».
- 1988 — Номинация на премию BAFTA за роль второго плана в фильме «Неприкасаемые».
- 1990 — Премия BAFTA за лучшую мужскую роль второго плана в фильме «Индиана Джонс и последний крестовый поход».
- 1990 — Номинация на премию BAFTA за главную мужскую роль в фильме «Охота за Красным Октябрём».
- 1998 — Премия BAFTA за вклад в киноискусство.

#### Орден Почётного легиона
- 1991 — Орден Почётного легиона. Франция.

#### «Медаль Центра имени Кеннеди» (Kennedy Center Award), USA
- 1999 — Награда «Медаль Центра имени Кеннеди» (Kennedy Center Award). США, Вашингтон.

#### Рыцарское звание
- 2000 — В июле 2000 года получил титул «сэр», посвящён в рыцарское звание королевой Елизаветой II. Церемония состоялась 5 июля в Эдинбурге, Шотландия[88].

### Кинематографические награды сэра Шона Коннери
- 1964 — (3 место) «Laurel Award» за фильм в жанре action — «Доктор Но».
- 1964 — Премия «Laurel Award» за фильм в жанре action — «Голдфингер».
- 1965 — (3 место) «Laurel Award» — звезда года (мужчина).
- 1966 — Премия «Laurel Award» за фильм в жанре action — «Шаровая молния».
- 1966 — Номинация «Laurel Award» — звезда года (мужчина).
- 1968 — Номинация «Laurel Award» — звезда года (мужчина).
- 1972 — Премия «Золотой Глобус» (Golden Globe World Film Favorite) Мировому кинофавориту — мужчина.
- 1981 — Премия «Apex» за главную мужскую роль в фильме жанра «фантастика» — «Чужая земля».
- 1981 — Премия «Apex» за роль второго плана в фильме жанра «фантастика» — «Бандиты во времени».
- 1982 — Награда «ShoWest Award» как всемирной звезде года.
- 1984 — Премия «Apex» за главную мужскую роль в фильме жанра action — «Никогда не говори „никогда“».
- 1984 — Премия «Пудинг на скорую руку мужчине года» («Hasty Pudding Theatricals Award Man of the Year»)
- 1987 — Премия «German Film Award» как лучший актёр за фильм «Имя Розы».
- 1987 — Премия «National Board of Review» за лучшую мужскую роль второго плана в фильме «Неприкасаемые».
- 1988 — Премия Американской киноакадемии «Оскар» (Oscar) за роль второго плана в гангстерской драме «Неприкасаемые».
- 1988 — Премия Британской академии кино и телевидения BAFTA за лучшую мужскую роль в фильме «Имя Розы».
- 1988 — Номинация на награду Британской академии кино и телевидения BAFTA за роль второго плана в фильме «Неприкасаемые».
- 1988 — Премия «Золотой Глобус» (Golden Globe) за роль второго плана в фильме «Неприкасаемые».
- 1988 — Премия «ALFS Award» как актёру года за фильм «Неприкасаемые».
- 1988 — Премия «Fennecus» за лучшую мужскую роль второго плана — «Неприкасаемые».
- 1988 — Премия «Apex» за роль второго плана в фильме жанра action — «Неприкасаемые».
- 1988 — Премия «Fennecus» за эпизодическую роль (камео) — «Воспоминания обо мне».
- 1990 — Премия Британской академии кино и телевидения BAFTA за роль второго плана в фильме «Индиана Джонс и последний крестовый поход».
- 1990 — Номинация на премию «Золотой Глобус» (Golden Globe) за роль второго плана в фильме «Индиана Джонс и последний крестовый поход».
- 1990 — NATO: Всемирная звезда года.
- 1990 — «Man of Culture Award» Рим, Италия.
- 1990 — Премия «Apex» за роль второго плана в фильме жанра action — «Индиана Джонс и последний крестовый поход».
- 1991 — Номинация на Премию Британской академии кино и телевидения BAFTA за главную роль в фильме «Охота за Красным Октябрём».
- 1992 — Премия «American Cinematheque Award» Шону Коннери за вклад в киноискусство.
- 1992 — Премия итальянских критиков и журналистов Лос-Анджелеса «Rudolph Valentino Award» как выдающемуся актёру, который, подобно Валентино, добился вершины успеха.
- 1993 — Премия «National Board of Review Award» за достижения карьеры.
- 1995 — Премия «Fennecus» за озвучивание в фильме «Сердце дракона».
- 1996 — Награда Сесиля Б. Де Милля «Золотой глобус» (Golden Globe) за вклад в киноискусство.
- 1997 — Премия «Blockbuster Entertainment Award» за лучшую мужскую роль второго плана в фильме жанра action — «Скала».
- 1997 — Премия «MTV Movie Award» за лучший дуэт на экране в фильме жанра action — «Скала» с Николасом Кейджем.
- 1997 — Премия «Apex» за главную роль в фильме жанра action — «Скала».
- 1998 — Премия Британской академии кино и телевидения BAFTA за вклад в киноискусство.
- 1998 — Награда Венецианского кинофестиваля «Золотой лев» за достижения карьеры.
- 1998 — Премия «Tony» за продюсирование спектакля по пьесе Ясимы Резы «Искусство».
- 1999 — Номинация на «Razzie Awards» (Золотая малина) как худший актёр второго плана в фильме «Мстители».
- 1999 — Награда Европейской Киноакадемии — приз зрительских симпатий лучшему актёру за фильм «Западня».
- 2000 — Номинация на «Razzie Awards» (Золотая малина) как худшая кинематографическая пара года в фильме «Западня» вместе с Кэтрин Зета-Джонс.
- 2000 — Номинация на «Blockbuster Entertainment Award» в категории лучший актёр в жанре action за фильм «Западня».
- 2001 — Номинация на «Golden Satellite Award» за главную мужскую роль в фильме «Найти Форрестера».
- 2001 — Награда Кинофестиваля Палм Спрингс за вклад в киноискусство.
- 2002 — «Хрустальный Шар» (Karlovy Vary Festival Award) награда кинофестиваля в Карловых Варах. за вклад в киноискусство.
- 2004 — Награда кинофестиваля в Марракеше за вклад в киноискусство. «Marrakech International Film Festival Award».
- 2005 — Награда Европейской академии киноискусства «Life Achievement Award» (European Film Award) за заслуги перед кинематографом.
- 2006 — Награда Американского института кино «American Film Institute, AFI» за вклад в кинематограф. Вручена 8 июня 2006 года.

### Другие награды сэра Шона Коннери
- 1981 — «Honourary Doctor of Letters» Университет Хериот-Вэйтт. Шотландия.
- 1984 — Принят в Общества Королевской Шотландской консерватории и драмы (Fellowship — Royal Scottish Academy of Music and Drama). Глазго, Шотландия.
- 1987 — Командор Ордена искусств и литературы. Франция.
- 1988 — «Honourary Doctor of Letters» Университет Св. Эндрю. Шотландия.
- 1989 — По опросу журнала «People», 1989 назван самым сексуальным мужчиной среди живущих.
- 1991 — Шотландец года. Награда BBC Шотландии.
- 1991 — Свобода города Эдинбурга (The Freedom of the City of Edinburgh). Эдинбург, Шотландия.
- 1997 — Награда «Film Society of Lincoln Center Gala Tribute». США.
- 1999 — Награда Национальной ассоциации владельцев кинотеатров «ShoWest Lifetime Achievement Award» за продолжительную карьеру в искусстве.
- 1999 — Награда «Медаль Центра имени Кеннеди» (Kennedy Center Award). США, Вашингтон.
- 1999 — Самый сексуальный мужчина столетия (по опросу журнала «People», 1999).
- 2001 — Награда имени Уильяма Уоллеса (William Wallace Award), вручённая Шотландским фондом США за вклад в историю и популярность своей родины — Шотландии. США, Вашингтон.
- 2003 — Награда имени Мануэля Амадо Гуэрро (Manuel Amador Guerrero), Панама.
- 2004 — Moroccan Order of Intellectual Merit, Марокко.
- 1995 и 2004 — Вошёл в список журнала Empire «Сто самых сексуальных кинозвёзд».
- 2009 — Почётный доктор Эдинбургского университета Нейпира.

## Книги
- Коннери Ш., Григор М. Быть шотландцем / Пер. с англ. А. Богословского. СПб.: Азбука, Азбука-Аттикус, 2013. — 432 с., ил., 3000 экз., ISBN 978-5-389-05267-3